# Aaron Halle-Wolfssohn
Aaron Halle-Wolfssohn (1754 nebo 1756, pravděpodobně v Hallu – 20. března 1835, Fürth) byl německo-židovský spisovatel, pedagog a představitel haskaly.

## Životopis
Aaron Halle-Wolfssohn strávil své dětství a mládí ve Fürthu, jeho otec Wolf Halle byl lékařem ve zdejší židovské nemocnici. V roce 1785 odešel do Berlína, kde se seznámil s následovníky Mosese Mendelssohna. V roce 1792 pomáhal založit Gesellschaft der Freunde. Ve stejném roce se přestěhoval do Vratislavi. Zde se stal učitelem na sekulární škole pro židovské chlapce a od roku 1804 i ředitelem. V letech 1807 až 1813 byl soukromým učitelem budoucího hudebního skladatele Meyerbeera. Závěr života strávil ve Fürthu, kde i zemřel.
K jeho pracím patří mimo mnoho různých článků v časopisu Ha-Meassef učebnice hebrejštiny Abtalion (1790), Jeschurun (1804), ale také dvě komedie.

## Dílo
- Abtalion, Berlín: Jüdische Freischule 1790
- Leichtßin und Frömmelei, Vratislav 1796
- Jeschurun, oder unparteyische Beleuchtung der dem Judenthume neuerdings gemachten Vorwürfe. In Briefen, Vratislav 1804